# Лейтон (Айова)
Лейтон (англ. Leighton) — місто (англ. city) в США, в окрузі Махаска штату Айова. Населення — 158 осіб (2020).

## Географія
Лейтон розташований за координатами 41°20′20″ пн. ш. 92°47′11″ зх. д. / 41.33889° пн. ш. 92.78639° зх. д. (41.338799, -92.786417).  За даними Бюро перепису населення США в 2010 році місто мало площу 0,25 км², уся площа — суходіл.

## Демографія
Згідно з переписом 2010 року, у місті мешкали 162 особи в 65 домогосподарствах у складі 48 родин. Густота населення становила 658 осіб/км².  Було 65 помешкань (264/км²).
Расовий склад населення:
| - 99,4 % — білих |

До двох чи більше рас належало 0,6 %. Частка іспаномовних становила 0,0 % від усіх жителів.
За віковим діапазоном населення розподілялося таким чином: 25,9 % — особи молодші 18 років, 51,3 % — особи у віці 18—64 років, 22,8 % — особи у віці 65 років та старші. Медіана віку мешканця становила 42,0 року. На 100 осіб жіночої статі у місті припадало 116,0 чоловіків;  на 100 жінок у віці від 18 років та старших — 103,4 чоловіків також старших 18 років.
Середній дохід на одне домашнє господарство  становив 54 083 долари США (медіана — 50 000), а середній дохід на одну сім'ю — 66 208 доларів (медіана — 65 000). За межею бідності перебувало 3,0 % осіб, у тому числі 0,0 % дітей у віці до 18 років та 12,9 % осіб у віці 65 років та старших.
Цивільне працевлаштоване населення становило 83 особи. Основні галузі зайнятості: освіта, охорона здоров'я та соціальна допомога — 20,5 %, виробництво — 16,9 %, роздрібна торгівля — 14,5 %.